# Gabriel Estavao Monjane
Gabriel Estêvão Monjane (Manjacaze, 1944 – Maputo, 15 gennaio 1990) è stato un circense mozambicano.
Fu uno degli uomini più alti del mondo.

## Biografia
Nato a Manjacaze, piccola città nel sud del Mozambico, la sua crescita smisurata è da attribuire ad una ghiandola pituitaria iperattiva che lo colpì subito dopo la nascita. A soli 17 anni era alto 238 cm, sfruttò la sua altezza unendosi al circo Boswell-Wilkie divenendone l'attrazione principale, il circo dichiarava l'altezza di Monjane in 250 cm. Fu ospite anche del Gröna Lund, famoso parco divertimenti di Stoccolma. 
Monjane fu misurato ufficialmente nel 1987, la sua altezza era di 245 cm, inoltre il suo peso era di 190 kg. Il Guinness world record lo dichiarò uomo più alto del mondo nell'edizione del 1988.
Gabriel Monjave soffriva molto alle articolazioni delle gambe, problema aggravatosi dopo una sua caduta che gli causò la frattura dell'anca. Morì nel gennaio del 1990 cadendo dalle scale della propria casa a Maputo, Mozambico.